# Kopalnia Węgla Kamiennego Krupiński
Das Steinkohlenbergwerk Krupiński (polnisch Kopalnia Węgla Kamiennego Krupiński) ist ein zur Stilllegung vorgesehenes Steinkohlenbergwerk in Suszec, Polen.

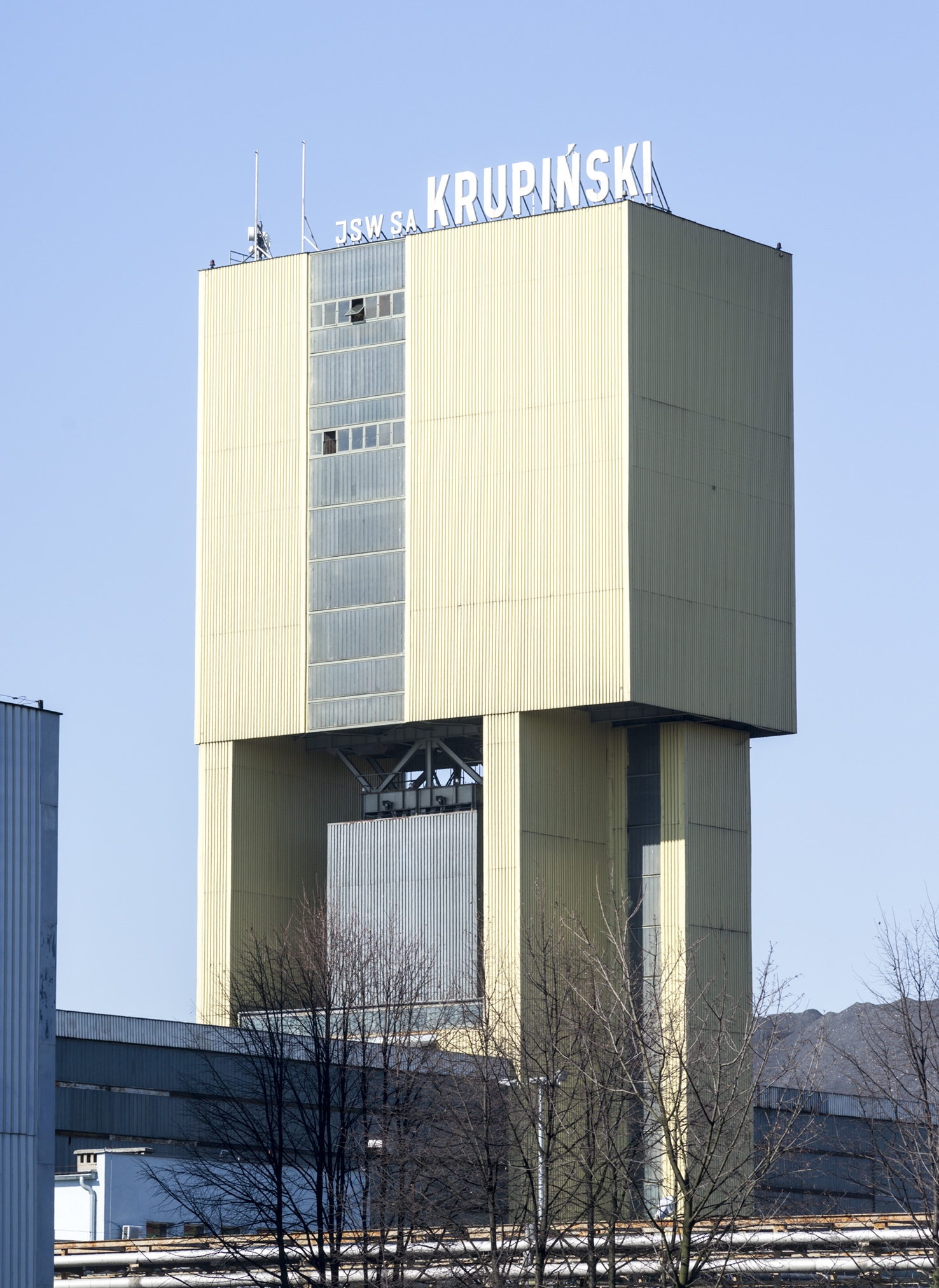
Förderturm Schacht 2

## Geschichte
Anfang der siebziger Jahre des 20. Jahrhunderts fasste die polnische Regierung den Plan, als Folge einer erhöhten Energienachfrage drei Bergwerke östlich und südlich von Jastrzębie-Zdrój zu errichten, die während ihrer Errichtung unter dem gemeinsamen Namen Suszec-Kaczyce-Pawłowice firmierten. Die Entscheidung zum Bau eines Bergwerks in Suszec fiel am 29. Juli 1975, Baubeginn war der Dezember desselben Jahres. Anfänglich den Namen Suszec im Bau tragend, bekam das Bergwerk am 3. Dezember 1983 bei seiner Inbetriebnahme den Namen Krupiński.
Das Bergwerk verfügt über drei Schacht (Bergbau)|Schächte und ist in dieser Hinsicht wie viele andere der Region aufgebaut: Über dem Förderschacht mit einer Skipeinrichtung steht ein mit Profilblechen verkleideter Turm, der Doppelbock dient der Seil- und Materialfahrt und ein dritter Schacht mit einem kleineren Stahlgerüst ist als Wetterschacht ausgelegt. Bemerkenswert ist, dass der Doppelbock über Schacht 1 (siehe Photo) nicht in Stahl, sondern in Betonbauweise ausgeführt ist.

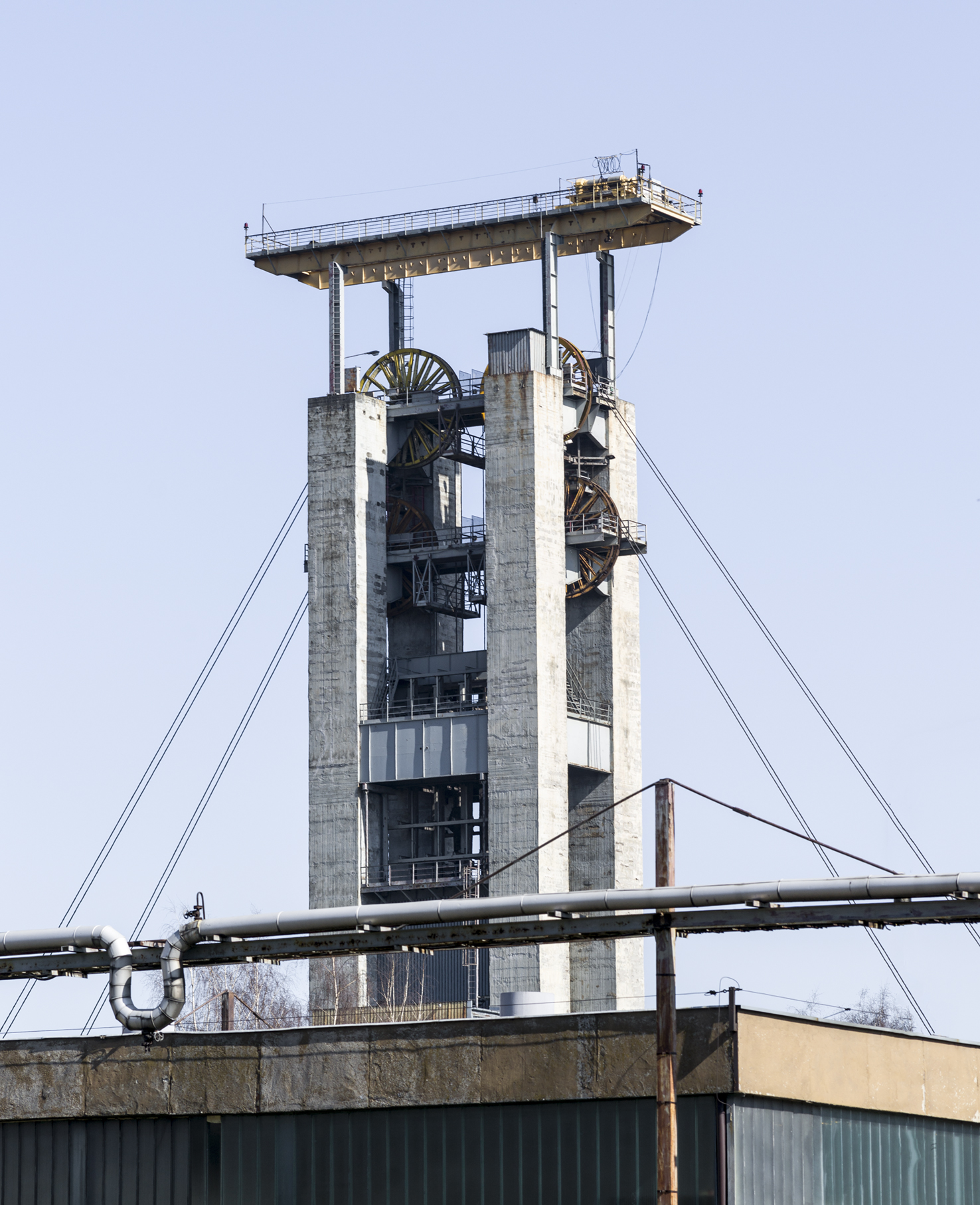
Beton-Doppelbock Schacht 1

Das Bergwerke erlebte – wie fast alle anderen oberschlesischen Bergwerke auch – zahlreiche Besitzer- bzw. Betreiberwechsel. Anfänglich gehörte es zur Vereinigung der Kohlenindustrie von Jastrzębie-Zdrój und ab dem 1. April 1993 zur Jastrzębska Spółka Węglowa S.A. (JSW), zu der zum Gründungszeitpunkt sieben Bergwerke gehörten.
Das Bergwerk verfügt über eine Berechtsame von 27,2 km², die Streckenauffahrung beträgt 420 km und in dem Zeitraum von 1983 bis 2010 wurde 47,1 Mio. t Kraftwerks- und Kokskohle abgebaut.

## Gegenwart
In den letzten 10 Jahren hat das Bergwerk Verluste von insgesamt mehr als einer Milliarde PLN (ca. 250 Millionen Euro) gemacht. Auch wird damit gerechnet, dass eine Betriebsfortführung bis 2021 (Datum des Endes der derzeitigen Betriebserlaubnis) ungefähr 300 bis 520 Millionen PLN kosten würde. Deshalb hat man sich in langen Verhandlungen im Sommer 2016 zu einer Übergabe des Bergwerks zum 31. März 2017 an die „Spółka Restrukturyzacji Kopalń S.A.“ (SRK) entschlossen. Die Vereinbarung sieht vor, dass von den aktuell 1900 Mitarbeitenden ungefähr 650 bei der JSW verbleibende Mitarbeiter Wartungs- und Ausraubarbeiten auf Krupiński durchführen, während andere in den Vorruhestand gehen oder mit einer Abfindung den Bergbau verlassen.

## Anmerkung
1. ↑  Zitiert aus jsw.pl abgerufen am 4. April 2017.

## Quelle
- Jerzy Jaros: Słownik histoynczny kopalń węgla na ziemiach polskich. Katowice 1984.

Koordinaten: 50° 2′ 50,5″ N, 18° 46′ 23,7″ O